# Puyuan, Fujian
Puyuan (kinesiska: 浦源) är en köping i sydöstra Kina. Den ligger i Zhouning härad i staden Ningde i provinsen Fujian, omkring 120 kilometer norr om provinshuvudstaden Fuzhou. Antalet invånare är 11 413. Befolkningen består av 5 541 kvinnor och 5 872 män. Barn under 15 år utgör 14,0 %, vuxna 15-64 år 70 %, och äldre över 65 år 15,0 %.